# Гарри Майен
Га́рри Ма́йен (нем. Harry Meyen, настоящее имя Ха́ральд Ха́убеншток, нем. Harald Haubenstock; 31 августа 1924, Гамбург, Веймарская республика — 15 апреля 1979, Гамбург, ФРГ) — немецкий актёр и режиссёр. Первый супруг актрисы Роми Шнайдер.

## Биография
Родился в семье еврейского коммерсанта, который при национал-социалистах был заключён в концентрационный лагерь. В 18 лет Гарри также подвергся аресту как полуеврей и попал в концентрационный лагерь в Нойенгамме. Был освобождён американскими войсками 3 мая 1945 года.
Актёрскую карьеру начал в 1945 году в гамбургском театре «Талия», в труппе которого он состоял в течение семи лет. Затем Майен три года работал в Ахенском городском театре (нем.), с 1955 года был занят в постановках берлинских театров. В кино Майену доставались роли молодых людей из благополучных семей. Он сотрудничал с такими режиссёрами, как Хельмут Койтнер, Фальк Харнак и Вольфганг Штаудте. В экранизации романа Карла Цукмайера «Генерал-дьявол» 1955 года Майен сыграл молодого офицера-лётчика.
С середины 1960-х годов Майен работал преимущественно в театре и на телевидении, а также работал на озвучивании.
В 1953—1966 годах Майен состоял в браке с актрисой Аннелизой Рёмер (нем.). В 1965 году Майен познакомился с Роми Шнайдер и женился на ней в 1966 году. 3 декабря 1966 родился их общий сын Давид Кристофер. Семья проживала в Берлине, а затем в Гамбурге. Роми Шнайдер помогала супругу с ролями в кино и гастролями. Супруги расстались в 1973 году, развод состоялся в 1975 году. Роми Шнайдер выплатила Гарри Майену компенсацию в размере полутора миллионов немецких марок и затем переехала с сыном во Францию.
Майен переживал разлуку с сыном. Его преследовали депрессии, он страдал от алкогольной и медикаментозной зависимости. Всю жизнь Майена преследовали приступы сильной мигрени, он принимал лекарства, несовместимые с алкоголем. На Пасху 1979 года его подруга, актриса Анита Лохнер, обнаружила Майена мёртвым. Он повесился на пожарной лестнице своего дома в Гамбурге. Похоронен на Ольсдорфском кладбище в Гамбурге.

## Фильмография
- 1948: Arche Nora
- 1952: Der große Zapfenstreich
- 1952: Alraune
- 1952: Wir tanzen auf dem Regenbogen
- 1953: Träume auf Raten
- 1953: Любимая жизнь — Geliebtes Leben
- 1953: Regina Amstetten
- 1954: Der treue Husar
- 1954: Fräulein vom Amt
- 1955: Генерал дьявола — Des Teufels General
- 1955: Die Galerie der großen Detektive — Sergeant Cuff kann den Mondstein nicht finden
- 1956: Концерт — Das Konzert
- 1956: Meine 16 Söhne
- 1956: Ночь решения — Nacht der Entscheidung
- 1957: Скандал в Ишле — Skandal in Ischl
- 1957: Junger Mann, der alles kann
- 1958: Penelope oder Die Lorbeermaske
- 1958: Железный Густав — Der eiserne Gustav
- 1958: Петербургские ночи — Petersburger Nächte
- 1958: Мадлен и легионер — Madeleine und der Legionär
- 1959: Alt Heidelberg
- 1959: Фредди, гитара и море — Freddy, die Gitarre und das Meer
- 1960: Eine Frau fürs ganze Leben
- 1960: Sturm im Wasserglas
- 1960: Любимец богов — Liebling der Götter
- 1960: Das kunstseidene Mädchen
- 1961: Mörderspiel
- 1961: Mrs. Billings' Scheidung (Fernsehfilm)
- 1961: Lebensborn
- 1962: Рыжая — Die Rote
- 1962: Frauenarzt Dr. Sibelius
- 1963: Die fünfte Kolonne Das gelbe Paket
- 1963: Убийца (Im Schatten einer Nacht / Der Mörder / Der Schatten der Laura S.)
- 1964: Die Gruft mit dem Rätselschloß
- 1966: Im Dienste der deutschen Armee / Spion zwischen zwei Fronten
- 1966: Горит ли Париж? — Paris brûle-t-il?
- 1966: День гнева — Der Tag des Zornes
- 1970: Endspurt
- 1971: Einer muß der Dumme sein
- 1972: Der Kommissar — Überlegungen eines Mörders
- 1974: Der Kommissar — Traumbilder
- 1974: Der Kommissar — Im Jagdhaus
- 1975: Schließfach 763
- 1975: Деррик — Kamillas junger Freund
- 1975: Ein Fall für Sie! — Sprechstunde nach Vereinbarung
- 1977: Der Alte — Toccata und Fuge
- 1977: Деррик — Mord im TEE 91